# BBL Drizzy
BBL Drizzy は、2024年5月5日、アメリカのプロデューサーであるメトロ・ブーミンによってリリースされたトラックビートである。ドレイクとケンドリック・ラマーの対立を受けて、ドレイクを「ディス」するために作成されたもので、彼が豊尻術のひとつであるブラジリアン・バット・リフト（Brazilian Butt Lift、"BBL"）を受けたという風説をほのめかしている。メトロ・ブーミンは、このビートに載せて、ドレイクを馬鹿にする内容の、もっとも優れたラップをした人物に、10,000ドルの賞金を与えると発表した。同曲はバイラルヒットし、SoundCloudにおいて、リリースから1週間で330万再生を達成した。
キング・ウィノリウス（King Willonius）が4月14日にリリースした同名の楽曲をサンプリングしている。同曲は人工知能により生成されたものであり、『Billboard』によれば、AI生成物をサンプリングした楽曲として、はじめてメインストリームで注目を浴びた例である。

## 背景
2024年初頭より、ケンドリック・ラマーとドレイクの間での対立は激化した。同年3月、メトロはラマー、フューチャーとともに、ドレイクに対する「ディス曲」である「Like That」をリリースした。4月、ドレイクは「Push Ups」をリリースし、「Metro shut your hoe ass up and make some drums（メトロ、ふざけた口を閉じてビートだけ作っとけ）」と、彼を直接的に攻撃した。また、『Family Matters』においても、ドレイクは彼を罵倒した。
「BBL Drizzy」というフレーズを考えたのはリック・ロスであり、ドレイクが豊尻術のひとつである、ブラジリアン・バット・リフト（Brazilian Butt Lift、"BBL"）を受けたと馬鹿にしている。彼はロスについても『Push Ups』で言及しており、「Can't believe he jumpin' in, this nigga turnin' 50 / Every song that made it on the chart, he got from Drizzy / Spend that lil' check you got and stay up out my business（こいつがしゃしゃるのが分からない、奴はもう五十路だ / こいつのチャート入りの曲は全部俺のおかげだ / 儲けた小金を使っとけ、もう俺には関わるな）」とラップした。これに対して、ロスは「Champagne Moments」でこのディスに応え、同曲の宣伝をしながら、「BBL Drizzy」という自作の悪口をXやInstagramで盛んに触れ回った。ロスのポストに影響を受けるかたちで、コメディアンのキング・ウィノリウス（King Willonius）ことウィノリウス・ハッチャー（Willonius Hatcher）は、R&B風のパロディ音楽である「BBL Drizzy」をリリースした。同曲の作成には生成的人工知能のUdioが用いられた。ハッチャーは、カントリー、アフロビーツ、ヨット・ロックなども試してみた旨を述べている。

## リリース
2024年5月5日、メトロはドレイクの『Family Matters』に応答するかたちで、ハッチャーの楽曲をサンプリングしたトラックである「BBL DRIZZY 150 BPM.mp3」を、SoundCloudにアップロードした。メトロはこの時点で、原曲の「BBL Drizzy」がAI生成であることに気づいていなかった。メトロはソーシャルメディア上で、このビートに乗せてもっとも良いフリースタイル・ラップをしたものに対して、ビートを無償提供するという内容のコンテストを開催した。Tiktok、Instagram、Xなどのユーザーはすぐにこれに反応し、このビートを用いたラップを投稿した。5月6日、メトロはコンテストの優勝者には賞金10,000ドルを与えると発表し、さらに準優勝者にもビートを無償提供すると発表した。

## 反響
トラック投稿から1週間で、SoundCloudに投稿された同曲は330万回以上再生され、「New and Hot」チャートの首位を獲得した。「BBL Drizzy」はソーシャルメディア上で多くの反響を獲得し、イーロン・マスクやドクター・マイアミといった著名人もこのビートに反応を示した。また、Duolingoやオスカー・マイヤーといった、企業のアカウントも「BBL Drizzy」に反応した。多くのユーザーがこのビートをもとにフリースタイル・ラップをおこなったほか、ハウス、メレンゲ、インド映画音楽といった、ヒップホップ以外のジャンルへのリミックスもおこなわれた。
ドレイクはこのトラックのリリース直後、「You just cheffed a beat about my ass?（俺のケツをネタにしてビート作ったの？）」とInstagramにコメントした。5月24日、彼はSexyy Redのミックステープである『In Sexyy We Trust』に参加し、「U My Everything」において、「BBL Drizzy」のビートに乗せてラップした。

### 生成AIの利用について
「BBL Drizzy」は、生成AIを用いた楽曲が商業音楽市場において利用された最初の特筆すべき例であった。人工知能アートが論争の種となっているなかで、「BBL Drizzy」のような楽曲が広く受け入れられたことは、AIの商業音楽に対する利用についての議論をよびおこした。

## チャート
| チャート                       | 最高順位 |
| ------------------------------ | -------- |
| New Zealand Hot Singles (RMNZ) | 22       |